# Arabidopsis lyrata
Arabidopsis lyrata — вид трав'янистих рослин родини капустяні (Brassicaceae). Етимологія: лат. lyrata — «ліроподібний».

## Опис
Дворічна або багаторічна рослина гола чи запушена. Стебла прості або дещо розгалужені від основи, прямовисні чи стеляться, зазвичай гіллясті дистально, 0.5–5 дм, запушені базально. Прикореневе листя: черешок 0.5–6 см; пластина оберненоланцетна або яйцеподібна, 0.5–8.5 см × 2–18 мм, поля цілі, зубчасті чи ліроподібно-перистонадрізні, верхівки тупі, поверхня гола або від негусто до густо запушеної. Стеблові листки коротко черешкові чи сидячі; пластини оберненоланцетні, 0.4–4.2 см × 1–8(10) мм (менші дистально), як правило, краї цілі, виїмчасті або туманно зубчасті, рідко лопатеві. Квіти: чашолистки 2–4.5 мм; пелюстки білі або пурпурові, лопатчаті або оберненояйцеподібні, 4–10 × 1.5–4 мм. Плоди горбкуваті, сплющені, (1.5)2–4.5 см × 0.8–1.8 мм. Насіння світло-коричневе, (сплющене), довгасте, 0.8–1.4 мм.

## Поширення
Азія: Росія, Японія — Хоккайдо, Хонсю; Європа: Україна, Австрія, Чехія, Велика Британія, Італія, Німеччина, Угорщина, Ісландія, Ірландія, Норвегія, Швеція; Північна Америка: Канада, США.
В Україні вид росте на скелях, схилах, на кам'янистих місцях та у високогір'ї (хр. Чорногора, Чивчинські гори).

## Галерея

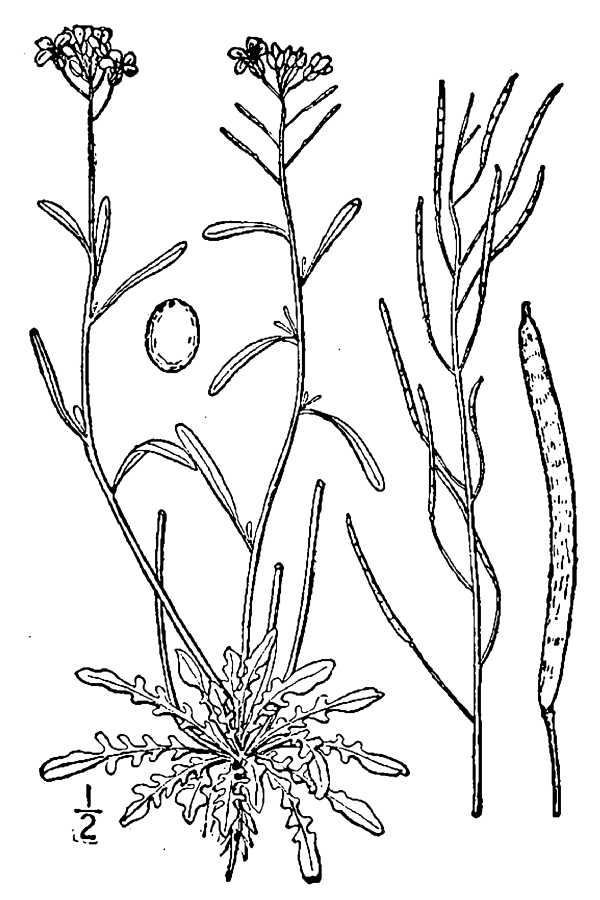